# کامارو عثمان
کامارو عثمان (انگلیسی: Kamaru Usman؛ زادهٔ ۱۱ مهٔ ۱۹۸۷) ورزشکار سبک‌وزن نیجری-آمریکایی هنرهای رزمی ترکیبی و کشتی آزاد است. وی هم‌اکنون قهرمان ولتر‌وزن در یو اف سی است. عثمان در ابتدا به عنوان کشتی‌گیر در وزن ۸۴ کیلوگرم فعالیت می‌کرد و در سال ۲۰۱۰ عضو تیم ملی دانشگاهی ایالات متحده آمریکا شد، و چندین بار عنوان قهرمانی را کسب کرد.

## گذشته
عثمان در نیجریه به دنیا آمد. پدرش نظامی ارتش نیجریه و مادرش معلم بود. او دو برادر به نام‌های کاشتو و محمد دارد که اولی دکتر داروسازی و بعدی در ورزش‌های رزمی فعالیت می‌کند. آن‌ها در شهر بنین بزرگ شدند. وقتی که عثمان هشت سال داشت به آمریکا شهر دالاس مهاجرت کردند و پدرش داروخانه‌ای در آن‌جا ایجاد کرد.

## کشتی

### دانش آموزی
در دوره دوم دبیرستان عثمان فعالیت خودش را با کشتی آغاز کرد، او در مدرسه جیمز بووی در شهر آرلینگتون ایالت تگزاس درس می‌خواند. در این دوره او چندین بار قهرمان کشتی دانش‌آموزی تگزاس شد و آخرین مقام او قبل از ورود به دانشگاه مقام سومی بود.

### دانش‌جویی
در دوران دانشجویی عثمان برای یک‌سال در دانشگاه ویلیام پن به میدان کشتی رفت. اما به دلیل جا ماندن از رقابت‌های دانشجویی به دلیل طوفان برفی که مانع شده بود عثمان خود را به تیم برساند قهر کرد و دانشگاه را ترک کرد و وارد دانشگاه نبراسکا شد و سه سال پشت سر هم در سال‌های ۲۰۰۸ تا ۲۰۱۰ قهرمان کشتی دانشجویی شد.

## هنرهای رزمی ترکیبی
در سال ۲۰۱۱ به عنوان مربی کشتی تیم «جنگنده نهایی» برگزیده شد و در کنار مربی‌گری به یادگیری فنون رزمی روی آورد.

### ۲۰۱۵
در اولین رویداد ورزشی خود در یو اف سی با «لئون ادواردز» مبارزه کرد و به اتفاق آرای داوران به پیروزی رسید.

### ۲۰۱۶
در ۲۳ ژوئیه ۲۰۱۶ با «الکساندر یاکلف» روبرو شد و برای بار دوم با آرای داوران به پیروزی رسید و برای بار سوم به اتفاق آرای داوران در مقابل «وارلی آلوز» به پیروزی رسید.

### ۲۰۱۷
عثمان در تاریخ ۸ آوریل ۲۰۱۷ در UFC 210 با قهرمان سابق میان وزن KOTC، «شان استریکلند» روبرو شد و یک بار دیگر با تصمیم متفق القول پیروز شد. در ۱۶ سپتامبر ۲۰۱۷، در UFC Fight Night 116، یک مسابقه تغییر برنامه‌ریزی شده با «سرجیو مورائس» شرکت کرد و را در راند اول ناک اوت کرد. عثمان قرار بود در ۳۰ دسامبر ۲۰۱۷ در مسابقات UFC 219 با «امیل وبر میک» روبرو شود، با این حال، میک مشکلات ویزا را ارائه کرد و مسابقه این زوج برای UFC Fight Night 124 برنامه‌ریزی شد. عثمان با تصمیم متفق القول در این مبارزه پیروز شد.

### ۲۰۱۸
انتظار می‌رفت عثمان در ۱۹ می ۲۰۱۸ در UFC Fight Night 129 با «سانتیاگو پونزینبیو» روبرو شود. با این حال، در ۲۱ آوریل، رقیبش به دلیل مصدومیت از کارت خارج شد و با قهرمان جهان «دمیان مایا» مبارزه کرد و با تصمیم متفق القول پیروز شد. عثمان در ۳۰ نوامبر ۲۰۱۸ در فینال The Ultimate Fighter 28 با قهرمان سابق سبک‌وزن UFC «رافائل دوس آنجوس» روبرو شد. او در این مبارزه با تصمیم متفق القول پیروز شد.

### ۲۰۱۹
عثمان در ۲ مارس ۲۰۱۹ در مسابقه اصلی UFC 235 با قهرمان سبک‌وزن UFC «تایرون وودلی» روبرو شد. او پس از تسلط بر وودلی به مدت پنج راند، در مبارزه یک طرفه با تصمیم متفق القول پیروز شد. عثمان اولین دفاع از عنوان خود را انجام داد و در ۱۴ دسامبر ۲۰۱۹ در UFC 245 با رقیب دیرینه «کولبی کاوینگتون» روبرو شد. علیرغم اینکه هر دو ورزشکار عمدتاً کشتی گیران تهاجمی بودند، این مبارزه شامل هیچ گونه مبارزه ای نمی‌شد و به جای آن شامل حمله با سرعت بالا در ضربه زدن می‌شد. در نهایت عثمان در راند پنجم توانست حریف خود را ناک اوت کند.

### ۲۰۲۰
عثمان قرار بود در ۱۲ ژوئیه ۲۰۲۰ در UFC 251 از عنوان خود برای دومین بار در برابر هم تیمی دیرینه خود «گیلبرت برنز» دفاع کند. در ۳ ژوئیه ۲۰۲۰، مشخص شد که تست برنز برای کووید-۱۹ مثبت بوده‌است و متعاقباً از مسابقه حذف شد. در ۵ ژوئیه ۲۰۲۰، گزارش شد که «خورخه ماسویدال» در مدت کوتاهی خود را برای جایگزینی برنز آماده کرده. عثمان در این مبارزه با تصمیم متفق القول پیروز شد.

### ۲۰۲۱
عثمان بار دیگر قرار بود از عنوان خود در برابر قهرمان جهان «گیلبرت برنز»، در ۱۲ دسامبر ۲۰۲۰ در UFC 256 دفاع کند. با این حال، در ۵ اکتبر ۲۰۲۰، گزارش شد که عثمان از مسابقه خارج شده‌است، با اشاره به زمان بیشتری که برای بهبودی از آسیب‌های فاش نشده لازم داشت و مسابقه برای ۱۳ فوریه ۲۰۲۱ به عنوان قهرمان UFC 258 به تعویق افتاد. عثمان برای سومین بار از عنوان خود دفاع کرد، زیرا در راند سوم از طریق ناک اوت فنی در مبارزه پیروز شد و رکورد قهرمان سابق وزن سبک UFC «ژرژ سنت پیر» را شکست.
عثمان برای پنجمین مبارزه خود برای عنوان قهرمانی، در ۲۴ آوریل ۲۰۲۱ در UFC 261 در فلوریدا در برابر «خورخه ماسویدال» برای قهرمانی UFC مسابقه داد. او پس از ناک اوت کردن ماسویدال در راند دوم، با موفقیت از عنوان خود دفاع کرد و اولین نفری شد که این کار را در UFC انجام داد. این برد برای عثمان چهارمین جایزه اجرای شب را به ارمغان آورد.

## زندگی شخصی
کامارو و همسرش یک دختر به نام سمیرا (متولد ۲۰۱۴) دارند. پدرش، محمد نصیرو عثمان، که قبلاً در شهرستان تارانت به دلیل سرقت و رانندگی در حالت مستی محکوم شده بود، به پانزده سال زندان و پرداخت ۱۳۰۰۰۰۰ دلار به عنوان غرامت محکوم شد.